# Кутова
Кутова (пол. Kutowa) — село в Польщі, у гміні Нарві Гайнівського повіту Підляського воєводства. Населення — 43 особи (2011).

## Назва
Назва пішла від імені Кут (Кутаній).

## Історія
Уперше згадується в XVI столітті.
У 1975—1998 роках село належало до Білостоцького воєводства.

## Демографія
Демографічна структура станом на 31 березня 2011 року:
|          | Загалом | Допрацездатний вік | Працездатний вік | Постпрацездатний вік |
| -------- | ------- | ------------------ | ---------------- | -------------------- |
| Чоловіки | 20      | 1                  | 13               | 6                    |
| Жінки    | 23      | 3                  | 7                | 13                   |
| Разом    | 43      | 4                  | 20               | 19                   |